# Planlos
Planlos war eine deutsche Punkrockband aus Grevenbroich, die von 1993 bis 2010 und von 2019 bis 2024 aktiv war.

## Geschichte

### Gründungsphase und erstes Album (1993–1999)

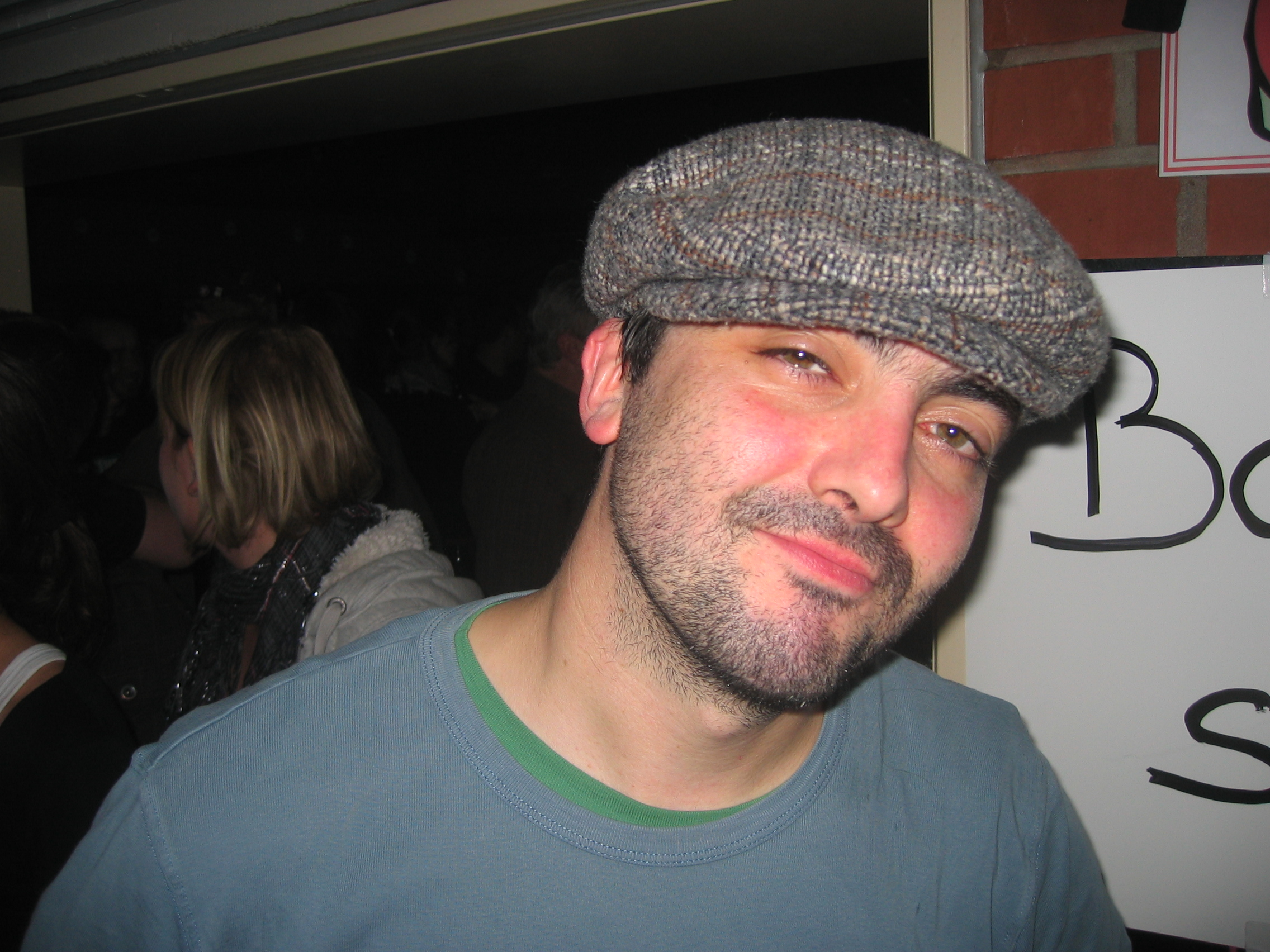
Bandleader Giuseppe Avanzato (Dezember 2010)

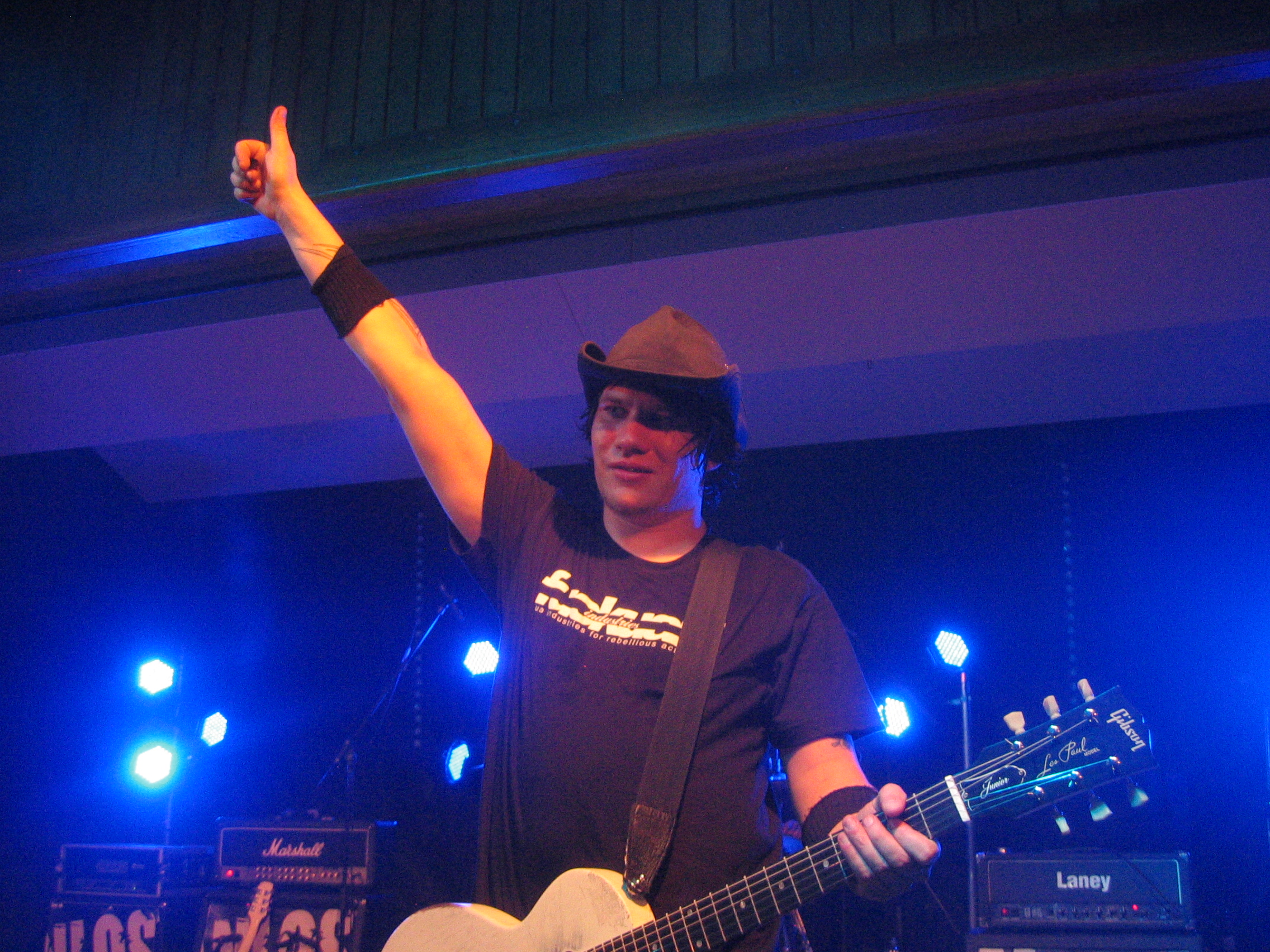
Gitarrist Max Lummer (Dezember 2010)

Gegründet wurde die Band Ende 1993 vom späteren Sänger Pino und dem damaligen Schlagzeuger Sylvester Saveski in Grevenbroich. Nach gut einem halben Jahr im Proberaum spielte man erste Konzerte zusammen mit den drei weiteren Mitgliedern.
Die Band spielte live auf Partys im Umland und als Vorband von WIZO. Konzerte mit anderen Bands in Ratingen folgten. Während dieser Anfangszeit wurde in einem Kaarster Musikstudio ein erstes Demo aufgenommen. Danach verließen die ersten Mitglieder die Band und wurden ersetzt. Da Pino Songs mit seinem 8-Spur-Gerät aufnehmen konnte, erschienen so die ersten zwei veröffentlichten Songs auf dem Vitaminepillen-Sampler.
Im Jahr 1996 nahm die Band ihre erste Single Gruss aus Ibiza in Eigenproduktion im Ratinger Studio Sound Station auf. Es gab eine 800-fache Auflage, die schnell vergriffen war. Mit dieser Single gelang es der Band auch, bundesweit an Konzerte zu kommen und einen Vertrag bei ZYX Music zu bekommen.
Im Herbst 1997 ging die Band erneut ins Studio, um eine Coverversion des Schlagerhits Verdammt, ich lieb’ Dich von Matthias Reim und drei weitere Songs aufzunehmen. Die Single schaffte es auf diverse Sampler, wie den Bertelsmann Sampler Planet Pop (Charthits made in Germany) mit zahlreichen erfolgreichen Bands und Künstlern.
Das erste Album Spiel des Lebens (1998) brachte der Band einen Plattenvertrag bei dem Label Day-Glo Records und dem Vertrieb SPV. Damit war das Album deutschlandweit im Laden erhältlich. Ende 1998 gab die Band ein ausverkauftes Weihnachtskonzert in ihrer Heimatstadt Grevenbroich.
Es folgten diverse Supports bei The Living End, UK Subs und kleineren Bands, Samplerbeiträge und Konzerte in ganz Deutschland.

### Verraten & Verkauft / Champagner und Zigarrenqualm / 10 Jahre Planlos (2000–2004)
Im Jahr 2000 erschien das zweite Album Verraten & Verkauft. Vor den Aufnahmen kam es zu einer Umbesetzung am Schlagzeug. Für Sylvester Saveski kam Michael Loecker in die Band. Man hatte vorab einen Vertrag bei Universal unterschrieben. Es folgten mehrere Supports für die Band The Bates und eine eigene kleine Deutschlandtour durch kleine Clubs und Jugendzentren.
Mit dem Album Champagner & Zigarrenqualm (2002) gab es einen Labelwechsel zu Supermusic und dem neuen Vertrieb Conected. Von nun an wurden die Platten auch in die Schweiz und Österreich vertrieben. Der Labelwechsel brachte die Zeit und die finanziellen Mittel, professioneller arbeiten zu können. Gastmusiker für Klavier und Mundharmonika unterstützen die Band. Bei dem Song Immer weiter sang Zimbl von The Bates mit. Der Song wurde für einen Hyundai-Werbespot verwendet. Außerdem gab es eine italienische Version, die später noch als Single erschien (limitierte Auflage). Die Single Immer weiter lief mehrfach im Radio und erschien auf diversen Samplern. Eine eigene Tour durch deutsche Clubs und Abstecher in die Schweiz und Österreich folgten.
Im Sommer 2004 organisierten Planlos das „10 Jahre PLANLOS“-Konzert in ihrer Heimatstadt mit 1000 Zuschauern.

### Umbruch (2004–2008)
Kurz nach dem „10 Jahre PLANLOS“-Konzert stiegen Gitarrist Frank „FG“ Goldberg und Bassist Mario Anfang aus der Band aus. Für sie stiegen Max Lummer an der Gitarre und Michael „Der Doktor“ Schmitz am Bass in die Band ein. Ende 2004 wurde auch die Zusammenarbeit mit Schlagzeuger Michael Loecker beendet.
Anfang 2005 spielte die Band ihr Album Klartext im Mini Rock Studio in Köln ein. Schlagzeuger Christian Sommer, der der Band auch schon bei anderen Aufnahmen als Studiomusiker zur Seite stand, kam wieder zum Einsatz und stieg kurz nach den Studioaufnahmen als festes Bandmitglied bei Planlos ein. Ende Mai präsentierte die Band vor über 1000 Fans das neue Album im Tor 3 in Düsseldorf. Zu diesem Anlass nahm man ein Live-Album und eine Live-DVD auf. Im selben Jahr folgten diverse erfolgreiche Auftritte in Deutschland und Österreich. Im Frühjahr 2006 konnte sich die Band in der RTL-II-Heimwerker-Soap Hammer-Soap einem großen Publikum präsentieren.
Im Januar 2006 verließ Bassist Michael Schmitz die Band aus gesundheitlichen Gründen und wurde durch Christoph Herder ersetzt. Im September 2006 wurde der Schlagzeuger Christian Sommer durch Rene Menk abgelöst. In dieser Besetzung starteten sie im Frühjahr 2007 die deutschlandweite Klartext-Tour. 2008 wurde das neue Album Feuer und Flamme veröffentlicht und die Band tourte durch Deutschland.

### Auflösung (2008–2010)
Am 17. März 2010 gab die Band ihre Auflösung für Dezember 2010 bekannt. Als Grund gab Frontsänger Pino in einem Interview 2019 die vielen Umbesetzungen in der Vergangenheit sowie die Unvereinbarkeit von Beruf, Musik und Familie. Vorher erschien noch ein Abschiedsalbum mit neuen Songs gepaart mit einer. Best Of. Die Abschiedstour wurde im Herbst gespielt. Die Abschiedskonzerte fanden an zwei Tagen im Grevenbroicher G.O.T vor insgesamt 1200 Zuschauern statt.
Frontsänger Pino Avanzato gründete 2017 zusammen mit dem Planlos-Schlagzeuger René Menk die Band Lucky Charm, die eine Mischung aus modernem Rock ’n’ Roll mit Alternative-Rock-Elementen sowie deutschen Texten spielt.

### Reunion (2019–2023)
Am 3. Juli 2019 kündigte die Band via Facebook und Instagram eine Rückkehr an. Es werde an einem neuen Album gearbeitet und es seien Konzerte geplant.
Am 14. August 2021 spielte die Band ihr erstes Konzert nach über 10 Jahren auf dem Open Flair Festival in Eschwege. Am darauffolgenden Montag wurde die Single Fick Dich für den 20. August 2021 angekündigt. Am 29. Oktober 2021 erschien das Album Planlos, welches in der folgenden Woche auf Platz 30 der deutschen Album-Charts einstieg. Im November und Dezember spielte die Band ihre erste Tour seit 11 Jahren durch Deutschland.
Am 6. Mai 2022 wurde die EP Nichts wie früher im Zuge zweier Konzerte im Grevenbroicher G.O.T veröffentlicht. Bei diesen Konzerten, welche sich mit der Frühphase der Band beschäftigten, wurden auch Aufnahmen für ein kommendes Live-Album angefertigt. Der Gitarrist Max Lummer, der seit dem Frühjahr 2022 gesundheitsbedingt pausiert hatte, gab im Oktober 2022 seinen Ausstieg aus der Band bekannt.
Im Februar und April 2023 erschienen die beiden neuen Songs „IDNP“ und „Ich bin dabei“ online.
Am 11. Juni 2023 eröffnete in der Villa Erckens in Grevenbroich die Sonderausstellung „30 Jahre PLANLOS minus 10“ welche sich mit der Geschichte der Band beschäftigt. Im Rahmen dieser Ausstellung wurde am 21. Juli 2023 ein Unplugged-Konzert gespielt, welches innerhalb von 7 Minuten ausverkauft war.
Auf der Festival Tour 2023 unterstützte Manuel Franken von der Düsseldorfer Band „Korsakow“ die Band bei Liveauftritten an der zweiten Gitarre.
Im Rahmen des Projektes „Schule ohne Rassismus – Schule mit Courage“ erschien im Herbst eine neue Version von „Hand in Hand“ die im Frühjahr und Sommer mit den Schülern des Gymnasiums Hückelhoven aufgenommen wurde.

### Endgültige Auflösung (2023–2024)
Am 30. Oktober 2023 gab die Band die endgültige Auflösung zum Ende des Jahres 2024 sowie im Dezember die Termine für eine Abschiedstour und ein Abschiedskonzert im Zakk Düsseldorf bekannt.
Am 26. April 2024 erschien die Abschiedssingle „Taschen voller Glück“ online.
Am 4. Oktober 2024 startete die Abschiedstour mit einem Konzert in Essen. Auf dieser Tour übernahm der ehemalige Tontechniker der Band Marius Gieselbach den Bass, nachdem Bassist Benjamin Ulkan die Band im Sommer aus verschiedenen Gründen verlassen hatte. Während der Tour wurde der Schlagzeuger Michael Löcker kurzfristig entlassen. Ohne ihn spielten Avanzato und Gieselbach mit einem Teil-Playback die Shows in Hannover und Berlin, für das sie von einer Konzertaufnahme des Frankfurt Konzertes die Schlagzeugparts extrahiert hatten. Ab dem 1.11 saß der Session Drummer Thomas Rosemann für die restlichen Konzerte am Schlagzeug. Die Tour wurde fortgesetzt. Beim Konzert in München stand der ehemalige Bassist Mario Anfang für 3 Songs wieder mit der Band auf der Bühne.
Am 21. November 2024, zwei Tage vor dem ausverkauften Abschiedskonzert im Zakk Düsseldorf wurde ein letztes Weihnachtskonzert im G.O.T Grevenbroich für den 20. Dezember 2024 bekannt gegeben bei denen auch Mitglieder der Urbesetzung auf der Bühne stehen werden. Beim Abschiedskonzert stand der ehemalige Gitarrist F.G für zwei Songs an der zweiten Gitarre auf der Bühne.
Beim letzten Weihnachtskonzert am 20. Dezember 2024 im ausverkauften G.O.T in Grevenbroich stand noch einmal die ursprüngliche Besetzung aus Frank Goldberg, Mario Anfang, Silvester Saveski und Pino Avanzato für einige Songs auf der Bühne.

### Nach Planlos (seit 2025)
Sänger Pino Avanzato veröffentlichte nach dem Ende von Planlos im Jahr 2025 unter seinem Namen mehrere Solo Singles und gründete die Musikschule Musik Riot. Mit seiner Band Lucky Charm, die er 2017 gegründet und die sich seit der Planlos Reunion im "Winterschlaf" befand, feierte er im Sommer 2025 ein Bühnencomeback unterstützt von Marius Gieselbach und Thomas Rosemann. Im August wurde ein Weihnachtskonzert mit Lucky Charm und Pino für den Dezember 2025 angekündigt.

## Diskografie
- 1996: Gruss aus Ibiza (Single)
- 1997: Verdammt, ich lieb' dich (Single)
- 1998: Spiel des Lebens
- 2000: Verraten & verkauft
- 2002: Sempre avanti (Single)
- 2002: Champagner & Zigarrenqualm
- 2002: Champagner & Zigarrenqualm „Special Black & Silver Edition“
- 2002: Champagner & Zigarrenqualm „Special Edition“
- 2005: Klartext
- 2006: Live in Düsseldorf Tor 3 (DVD + CD)
- 2008: Feuer & Flamme
- 2010: ... ziehen den Stecker
- 2019: Macht euch bereit (Single)
- 2021: Die fetten Jahre (Single)
- 2021: Viva los Ramones (Single)
- 2021: Planlos
- 2022: Nichts wie früher (EP)
- 2024: Taschen voller Glück (Single)